# Джанфеда-хатун
Джанфеда́-хату́н (тур. Canfeda Hatun, осман. جان فدا خاتون‎; ум. 1600) — управляющая султанским гаремом (кетхюда-хатун) во времена Мурада III.

## Биография
Джанфеда-хатун была черкесского происхождения и попала в Стамбул вместе с братом, будущим визирем Диване Ибрагимом-пашой, вероятно ещё в правление султана Сулеймана I в качестве рабыни. В правление Селима II Джанфеда находилась в Старом дворце, куда ссылались вдовы и наложницы султанов. После смерти султана Селима II и восшествия на престол его сына Мурада III в 1574 году девушка, по приказу матери султана валиде Нурбану-султан, была переведена в Топкапы, где под руководством валиде занималась обучением наложниц в гареме. В Топкапы союзниками Джанфеды стали глава белых евнухов Газанфер-ага, а также главный противник великого визиря Соколлу Мехмеда-паши и бывший учитель Селима II — Лала Мустафа-паша. Нурбану-султан умерла в 1583 году; перед смертью она настояла на том, чтобы при Мураде III и его фаворитке Сафие-султан Джанфеда сохранила свой пост. Мурад сдержал обещание, данное матери, и Джанфеда стала управляющей в гареме.
В правление Мурада III Джанфеда стала одной из трёх могущественных и влиятельных женщин дворца, не входивших в султанский гарем; двумя другими были Разие-хатун, занимавшаяся финансовыми вопросами гарема, и поэтесса Айше Хубби-хатун, которая была духовно близка с Мурадом III. Джанфеда смогла завоевать доверие своих бывших противников и даже усилить влияние на дела во дворце под своим покровительством. Будучи умной интриганкой, Джанфеда использовала близость с женщинами династии для получения взяток и дорогих подарков. Она накопила солидное богатство, что вызвало неодобрение и даже неприязнь к ней со стороны высших сановников государства и командиров янычар. Так, во время очередного янычарского мятежа в 1593 году, вызванного задержкой выплат, недовольные солдаты потребовали от великого визиря Коджи Синана-паши казнить министра финансов Ибрагима-пашу и «омерзительную Джанфеду». Только вмешательство султана, стоившее ему немалых усилий, спасло жизнь Джанфеды.
Часть своего богатства Джанфеда потратила на основание благотворительно фонда (вакфа), доходы которого пошли на строительство в Стамбуле в 1584 году мечети и фонтана и их дальнейшее содержание. Строительство этих двух объектов обошлось вакфу Джанфеды в два миллиона акче. В 1593 году на средства Джанфеды была построена ещё одна мечеть и бани в Бейкозе. Обе мечети Джанфеды были построены уже после смерти её покровительницы Нурбану-султан, что говорит о высоком статусе самой Джанфеды. Кроме того, обустройство садов в Фындыклы приписывают Джанфеде. Она также получила от султана разрешение на ремонт и расширение системы водоснабжения, построенной ещё по приказу султана Баязида II; это требовалось для того, чтобы провести воду в стамбульскую мечеть Джанфеды и близлежащие бани, построенные великим визирем Гедик Ахмедом-пашой. Выйдя на пенсию, Джанфеда получала выплаты в размере 100 акче в день, но когда этой суммы стало не хватать на благотворительность, жалование было увеличено в два раза по приказу Мурада III.
После смерти Мурада III в 1595 году Джанфеда вместе с его гаремом уехала в Старый дворец, где и умерла в 1600 году.

## Киновоплощения
В турецком историко-драматическом телесериале «Великолепный век» роль Джанфеды исполнила Кюбра Кип.